# ラ・サレットの聖母
ラ・サレットの聖母 (フランス語: Notre-Dame de La Salette) は、1846年9月19日、フランスのラ・サレット (La Salette) において牛飼いの少女メラニー・カルヴァ (Melanie Calvat) と11歳の牛飼いの少年マクシマン・ジロー (Maximin Giraud) の2人の子供が報告した聖母の出現である。

## 御出現

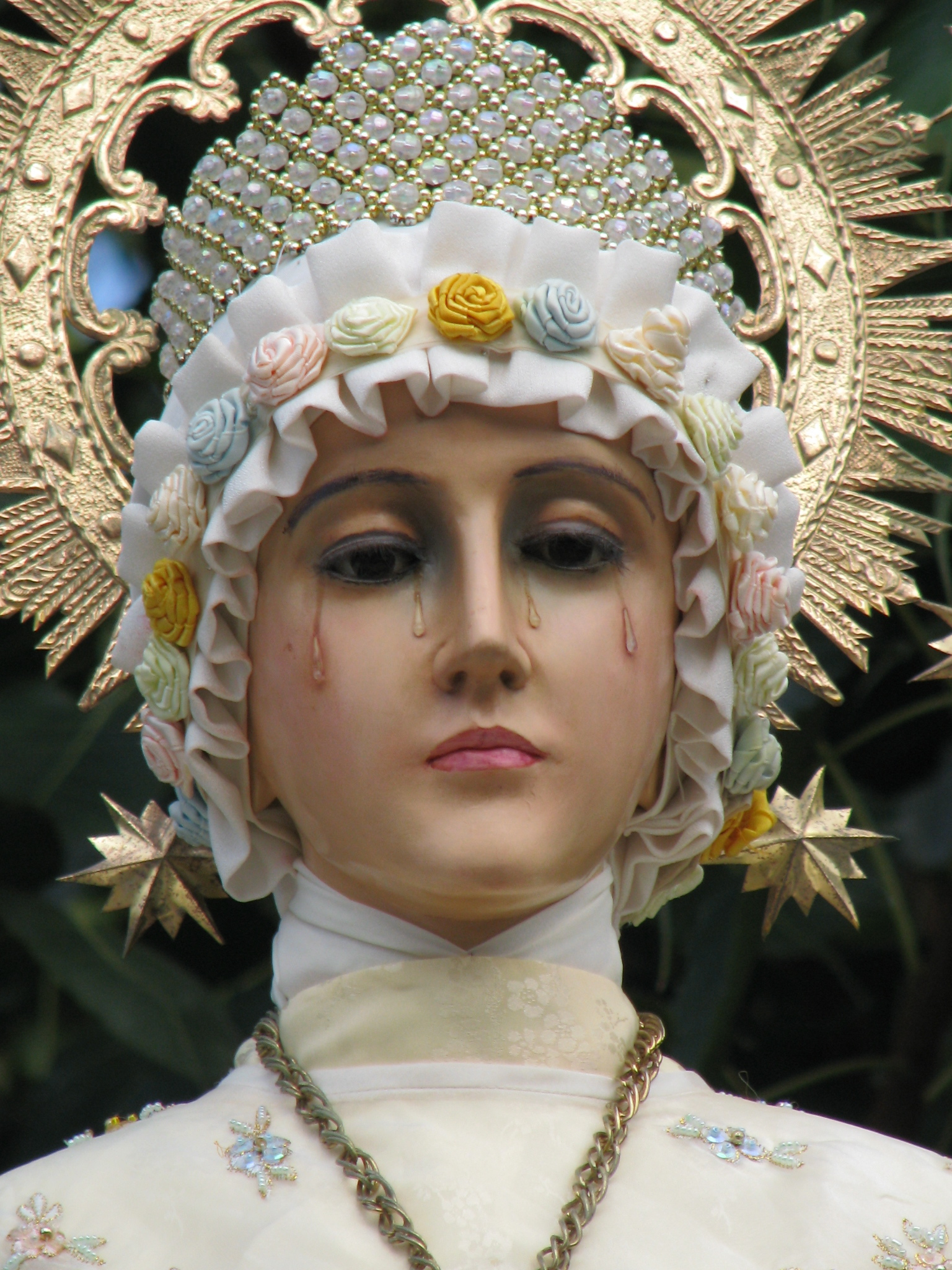
ラ・サレットの聖母像

### 泣いている貴婦人
1846年にはラ・サレットの村は8個から9個の小さな集落が散らばった状態で村として成り立っていた。人口は約800人ほどで、主に家族経営の小規模な農家たちの集落であった。1846年9月19日の土曜の夜、マクシマンとメラニーは、牝牛の見張りをしながら山から帰ると、そこに「美しい女性が山でひどく泣いているのを見た。」と報告した。彼らが詳しく語ったところによると、二人は、ひじをひざの上にのせ、顔を両手で覆って激しく泣いている女性を見たという。この女性は、真珠がちりばめられた白いローブを纏い、金色のエプロンをかけ、足には白い靴を履き、頭には大きな飾りとバラの花を被り、小さな鎖で首から十字架を下げていた。
彼らの説明によれば、まず正則フランス語で、続いてオック語のこの地方の方言で話したという。その時も女性は泣き続けていた。この女性は、二人にそれぞれ秘密の預言を託した後、丘を登って姿を消した。

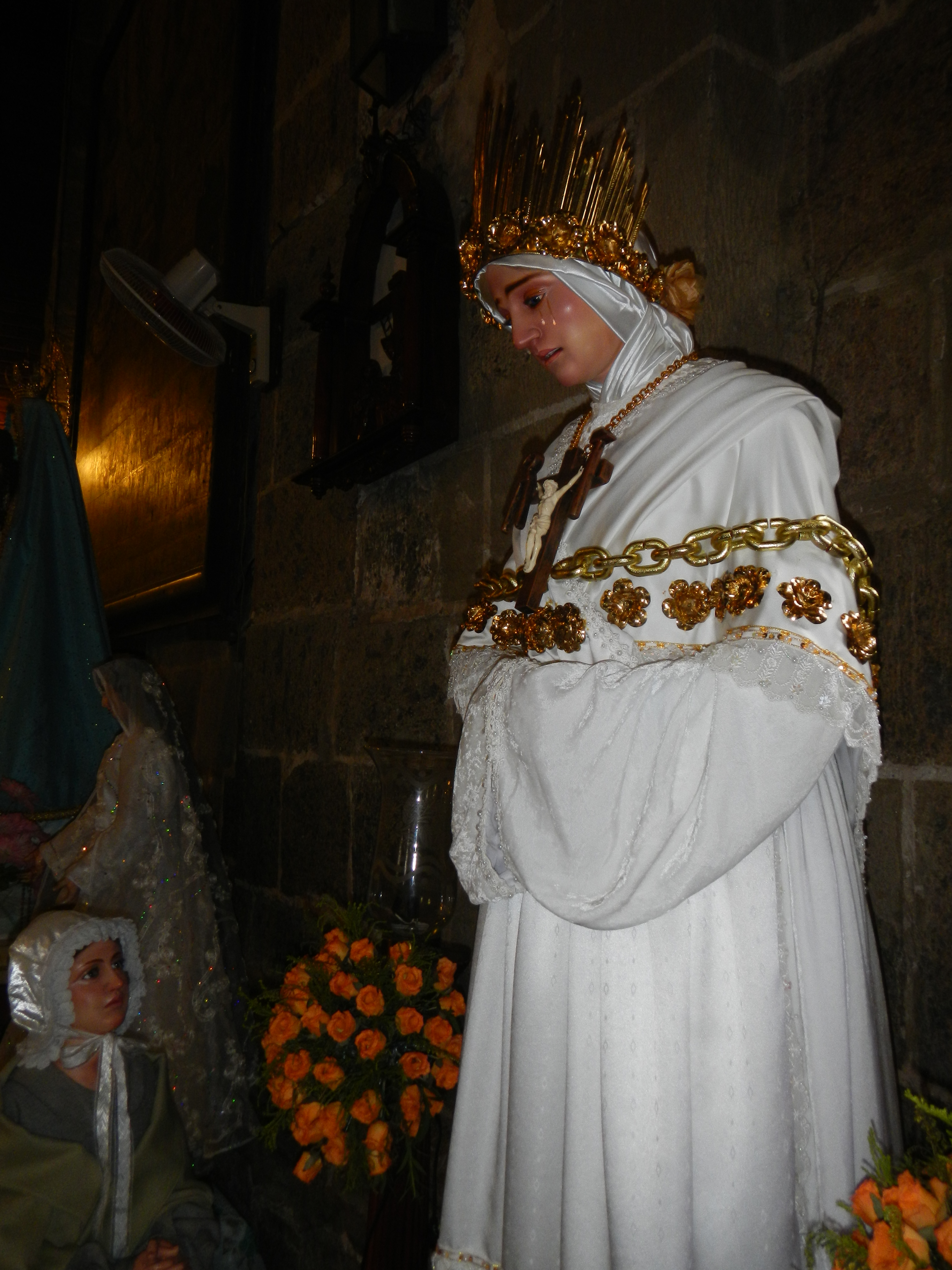
ラ・サレットの聖母像

## 出現後

### 司教認可
メラニーとマクシマンが遭遇したこの事件はセンセーションを巻き起こし、グルノーブル（Grenoble）の司教はこの出来事に対し委員会に調査を委任しいくつかの調査報告がなされた。
奇蹟的に病気が治癒するなどといった事例がラ・サレット山でおこり、この地の巡礼が始まった。委員会は聖母のご出現が現実にあったと認めるべきだと結論付けた。自由思想家たちの嘲笑や信仰深い人々、特に聖職者から疑問の声も上がったが、グルノーブル司教フィリベール・ド・ブリュイヤールは、1851年11月16日に出現された貴婦人は聖母マリアであること、そして、ラ・サレットの聖母への信仰を認可した。

### メッセージ
メラニーとマクシマンの語るところでは、聖母は人々に神の下へ戻るように呼びかけ、人々の罪深さを収穫を台無しにすることに例えたという。
ジャン＝マリー・ヴィアンネやヨハネ・ボスコ、さらには作家ジョリス＝カルル・ユイスマンスはこの出来事に大いに影響を受けた。ラ・サレット山の精神とは、祈り、回心、そして献身の精神であるとされる。北米ラ・サレット宣教会のルネ・J・バトラーは、「ラ・サレットの聖母は、和解のためにお出ましになった」と語っている。
ヨハネ・パウロ2世は「150周年の際に書いたように、『ラ・サレットは希望のメッセージである。私たちの希望は、人類の母である彼女の執り成しによって育まれるからである。』」と述べている。

### 秘密
最初、二人は秘密について何も語らなかったが、後に聖母からそれぞれ個別に秘密の言葉をかけられたと語った。メラニーとマクシマンはお互いにどのような言葉をかけられたか知らなかったが、ド・ブリュイヤール司教の助言もあって1851年にかけられた言葉をピウス9世に書き送った。この秘密の言葉は、ごく私的な内容であると考えられている。マクシマンは、モンテヤール侯爵に「ああ、幸運だ」と語っている。

### 大聖堂の建設

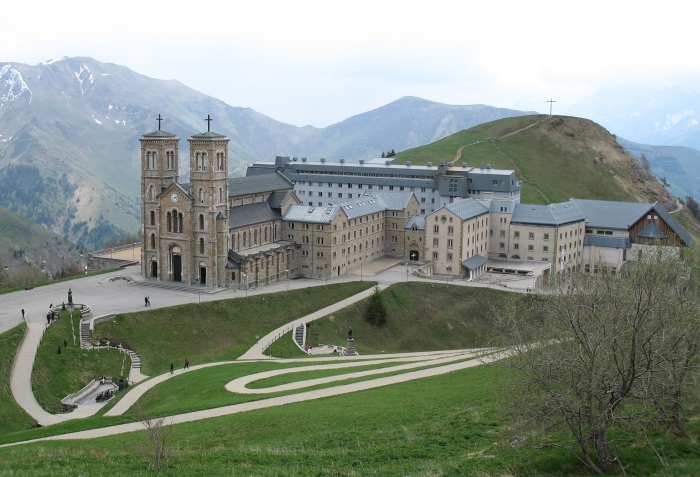
サンテュレール・ド・ノートルダム・ド・ラ・サレット

ラ・サレットの聖母への信奉者と巡礼者数は年々増加し、1852年5月25日には、ラ・サレット宣教会（Missionaries of La Salette）が結成された。

### 目撃者たちのその後
- メラニー

修道女シスター・マリー・ドラクロワ（Sr. Marie de la Croix）となり、1851年よりイギリス・フランス・イタリアで修道生活を送った。後に伝記と聖母の出現についての書著を上梓し、イタリアのバリ地方で73歳で没した。
- マクシマン

一度神学生となったが、放棄した。それ以後、ヴェジネ・パリ・ローマを転々と放浪した後に生地コールに戻り酒類関係の事業に手を出すが失敗し、経済的破綻の生活の中で39歳で没した。